# Glinianki pod Lasem
Glinianki pod Lasem lub Glinki pod Lasem – stawy w Warszawie, w dzielnicy Ursynów.

## Położenie i charakterystyka
Stawy leżą po lewej stronie Wisły, w stołecznej dzielnicy Ursynów, na obszarze MSI Dąbrówka, niedaleko ulicy Jagielskiej. Znajdują się na obszarze zlewni Kanału Jeziorki.
Obiekt składa się z dwóch stawów, z czego jeden z nich w zależności od stanu wody dzieli się na dwa mniejsze zbiorniki. Zgodnie z ustaleniami w ramach „Programu Ochrony Środowiska dla m. st. Warszawy na lata 2009–2012 z uwzględnieniem perspektywy do 2016 r.” położone są na wysoczyźnie, a ich powierzchnia wynosi 0,3899 oraz 0,2497 ha, łącznie 0,6396 ha. Według numerycznego modelu terenu udostępnionego przez Geoportal lustro wód znajdują się na wysokości ok. 99 m n.p.m. Identyfikator MPHP to 101595.
Są gliniankami, powstały w wyniku zalania wodą wyeksploatowanego wyrobiska iłów zaopatrującego w surowiec cegielnie.
Stawy znajdują się na obszarze Warszawskiego Obszaru Chronionego Krajobrazu, utworzonego rozporządzeniem Wojewody Warszawskiego z dnia 29 sierpnia 1997 r. w sprawie utworzenia obszaru chronionego krajobrazu na terenie województwa warszawskiego, a także na terenie otuliny rezerwatu przyrody Las Kabacki.

## Galeria
| - Staw wschodni. Widok z powietrza od północy |